# إيميت جاي رايس
إيميت جاي رايس (بالإنجليزية: Emmett J. Rice)‏ هو أستاذ جامعي واقتصادي أمريكي، ولد في 21 ديسمبر 1919 في نيويورك في الولايات المتحدة، وتوفي في 10 مارس 2011 في كاماس في الولايات المتحدة.

## وصلات خارجية
- إيميت جاي رايس على موقع إن إن دي بي (الإنجليزية)